# Ludwig IX. (Hessen-Darmstadt)

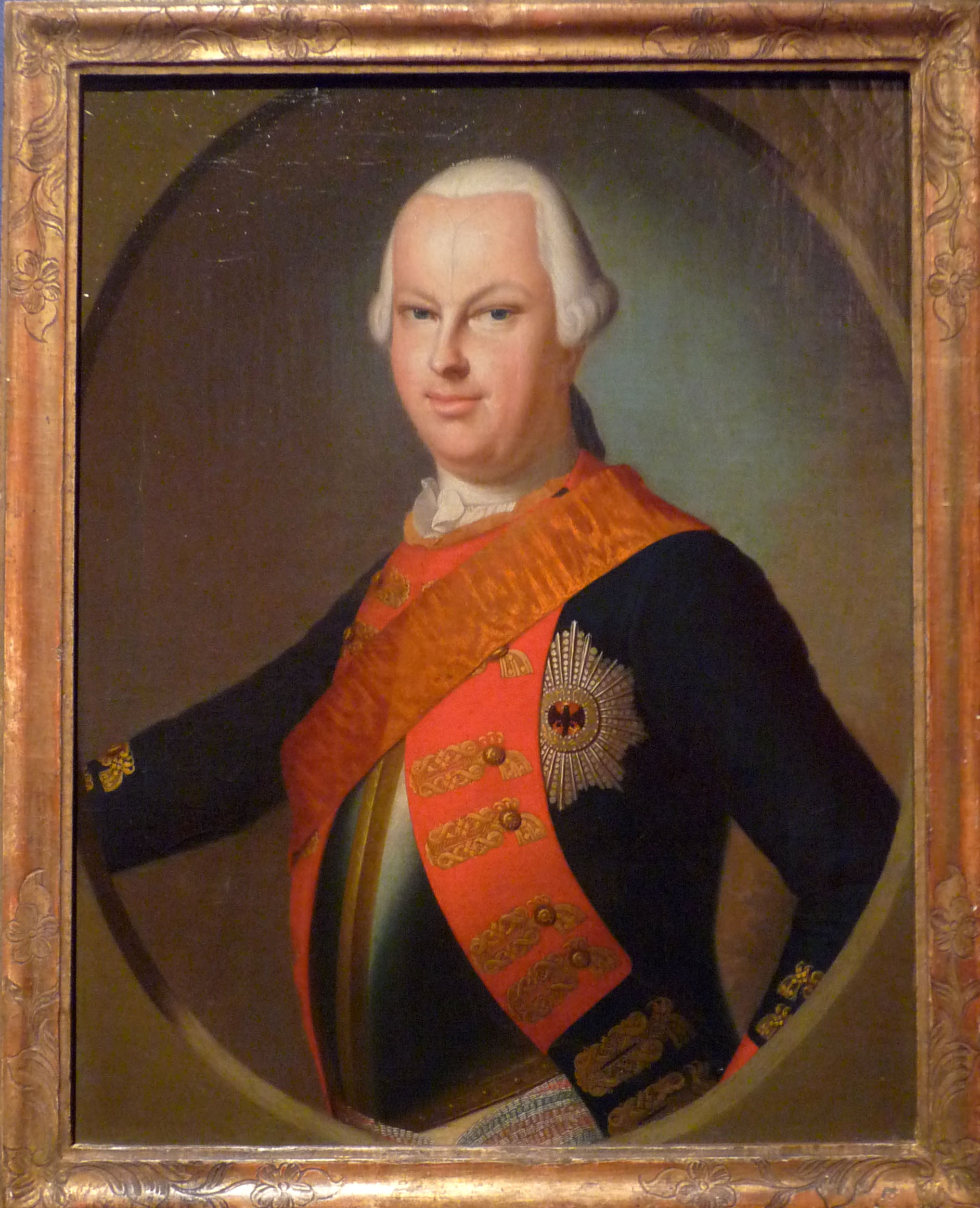
Ludwig IX.

Ludwig IX. von Hessen-Darmstadt (* 15. Dezember 1719 in Darmstadt; † 6. April 1790 in Pirmasens) war von 1768 bis 1790 Landgraf von Hessen-Darmstadt, Gründer der Stadt Pirmasens und Gatte der so genannten „Großen Landgräfin“ Henriette Karoline von Pfalz-Zweibrücken.

## Leben

### Herkunft, Familie und Jugend
Ludwig war der älteste Sohn des Landgrafen Ludwig VIII. von Hessen-Darmstadt (1691–1768) aus dessen Ehe mit Charlotte (1700–1726), Tochter und Erbin des Grafen Johann Reinhard III. von Hanau.
Ludwig wurde nach dem Tod seiner Mutter von seinen beiden Großvätern auf Schloss Philippsruhe bei Hanau erzogen. Im Verlauf des Polnischen Thronfolgekriegs übersiedelte Ludwig mit seinen Brüdern Georg Wilhelm und Friedrich in die hanau-lichtenbergische Residenz- und Hauptstadt Buchsweiler. Später studierten die Brüder in Straßburg bei Johann Daniel Schöpflin.
Unter der Vormundschaft seines Vaters regierte Ludwig seit dem Tod seines Großvaters Johann Reinhard 1736 in Hanau-Lichtenberg. 1740/41 unternahm der Erbprinz seine Kavalierstour, die ihn auch an den französischen Hof nach Versailles führte. Ende 1740 wurde er für volljährig erklärt und übernahm als Graf von Hanau-Lichtenberg die Regierung.
Dem Adel gegenüber empfand Ludwig stets eine tiefe Aversion. Er ließ diesen Stand nahezu vollständig vom höfischen Leben ausschließen.
Er heiratete am 20. August 1741 in Zweibrücken Henriette Karoline (1721–1774), Tochter des Pfalzgrafen und Herzogs Christian III. von Zweibrücken-Birkenfeld.
Nach deren Tod hatte Ludwig IX. einige Mätressen, die aus Paris kamen und anfangs den Titel Comtesse de Lemberg, späterhin Madame de Bickenbach erhielten. Eine davon, Marie Adélaïde Cheirouze (1752–1785), heiratete er morganatisch am 23. Oktober 1775 in Ems. Sie wurde am Tag der Hochzeit zur „Comtesse von Lemberg“ ernannt, nach dem Amt Lemberg in der Grafschaft Hanau-Lichtenberg. Sie hatte eine Affäre mit dem Rat Johann Daniel Cappes. Als es herauskam, reiste sie heimlich aus der Residenz ab, wurde ergriffen und auf der hessischen Marksburg inhaftiert, von wo ihr aber die Flucht nach Straßburg gelang. Der Landgraf ließ im Januar 1778 den Ehekontrakt zerreißen und stornierte den Antrag beim Kaiser, die Cheirouze zur Reichsgräfin von Lemberg zu erheben, den er erst im Dezember 1777 gestellt hatte. Der Rat Cappes wurde verbannt und sein Besitz konfisziert.
Ab 1779 hatte Ludwig IX. Louise Madeleine Françoise Simon (1757–1829) zur Mätresse, die er zur Madame de Bickenbach ernannte, nach dem 1486 ausgestorbenen Adelsgeschlecht. Dessen Stammsitz war das hessen-darmstädtische Bickenbach mit dem landgräflichen Jagdschloss Bickenbach. Sie heiratete 1814 den Hofchirurgen Fels († 1817).

### Militärwesen und Regierungszeit

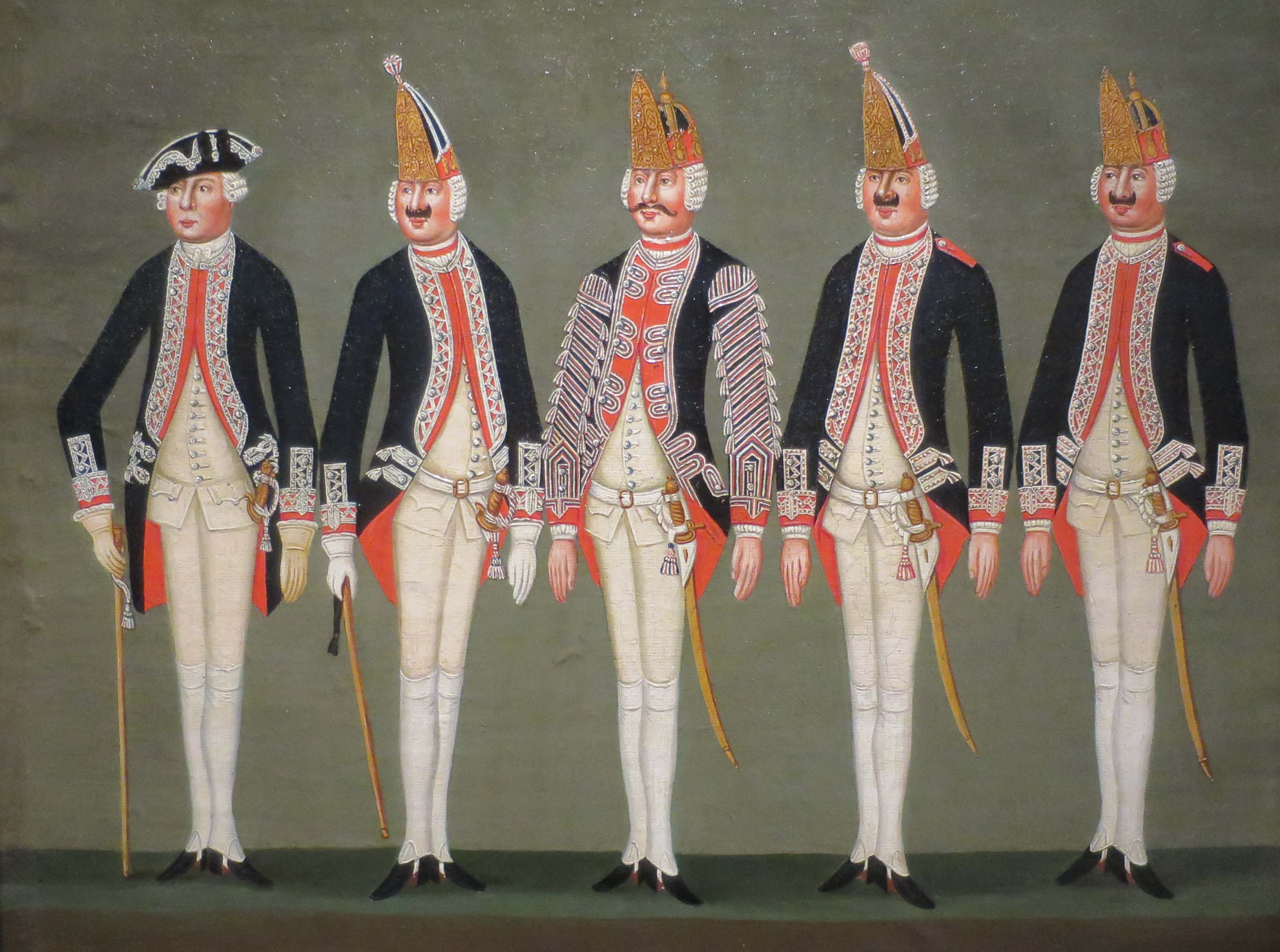
Offizier und vier Soldaten aus der Armee Ludwigs IX., Gemälde von Johann Michael Petzinger

Ludwig hatte ein ähnliches Faible für Soldaten und das Militärleben wie der preußische „Soldatenkönig“ Friedrich Wilhelm I., was auch dazu führte, dass er in preußische Dienste trat und 18 seiner 32 Ehejahre getrennt von seiner Gemahlin bei seiner Garnison verbrachte. Mit 13 Jahren begann er seine Laufbahn in der hessen-darmstädtischen Armee und errichtete 1741 im damals zum hanau-lichtenbergischen Amt Lemberg zählenden Bärenthal/Lothringen eine erste Kompanie, die nach kurzer Zeit den Marschbefehl nach Pirmasens erhielt, welches er zur Garnisonsstadt ausbaute. Durch seine Militärausgaben kam es schon bald zu finanziellen Engpässen in der Grafschaft Hanau-Lichtenberg.
Im Österreichischen Erbfolgekrieg trat er 1743 als Chef des Regiments Selchow zu Fuß in preußische Dienste. Er nahm an den Schlesischen Feldzügen Friedrichs II. teil und war ab 1750 in Prenzlau garnisoniert. Sein Regiment gab er 1757 wieder zurück, um das französisch-österreichische Bündnis nicht zu belasten. Ludwigs Vater, ein Verbündeter Österreichs, hatte gegen den Dienst seiner Söhne im preußischen Heer interveniert und forderte seine Söhne vom preußischen König zurück.
1764 trat er in kaiserlich-habsburgischen Dienst, wurde Feldmarschallleutnant und erhielt 1767 das Regiment Macquir zu Fuß (1769: Infanterieregiment No. 35). Nach der Vermählung seiner Tochter mit dem russischen Zarewitsch verließ Ludwig IX. den kaiserlichen Militärdienst und wurde 1774 russischer Generalfeldmarschall.
Ludwig folgte seinem Vater 1768 als Regent von Hessen-Darmstadt. Mit seinem ersten Minister Friedrich Karl von Moser reformierte er den Staat nach preußischem Vorbild. Die meisten bisherigen Beamten wurden entlassen und die Parforcejagd, die die Landwirtschaft in Hessen-Darmstadt nahezu ruiniert hatte, wurde abgeschafft. Das Heer wurde aufgestockt und Kasernen und Garnisonen wurden ausgebaut.
Ludwigs Persönlichkeit besaß manche irrationalen Züge wie seine Geisterfurcht, und er wurde wegen seines „Soldatenspiels“ von einigen Zeitgenossen belächelt. Der Landgraf kümmerte sich fürsorglich um seine Soldaten und hatte eine besondere Vorliebe für Exerzierübungen und Paraden. Er beteiligte sich nicht an dem zu dieser Zeit üblichen Soldatenhandel, wie ihn beispielsweise seine Verwandten, die Landgrafen von Hessen-Kassel betrieben.
Ludwig komponierte unzählige Militärmärsche, was ihm den Beinamen des Reiches Erz-Tambour einbrachte. Mit der deutlichen Erweiterung des Heerwesens legte Ludwig den Grundstein für die spätere Machtstellung Hessen-Darmstadts in den napoleonischen Kriegen.

### Pirmasens

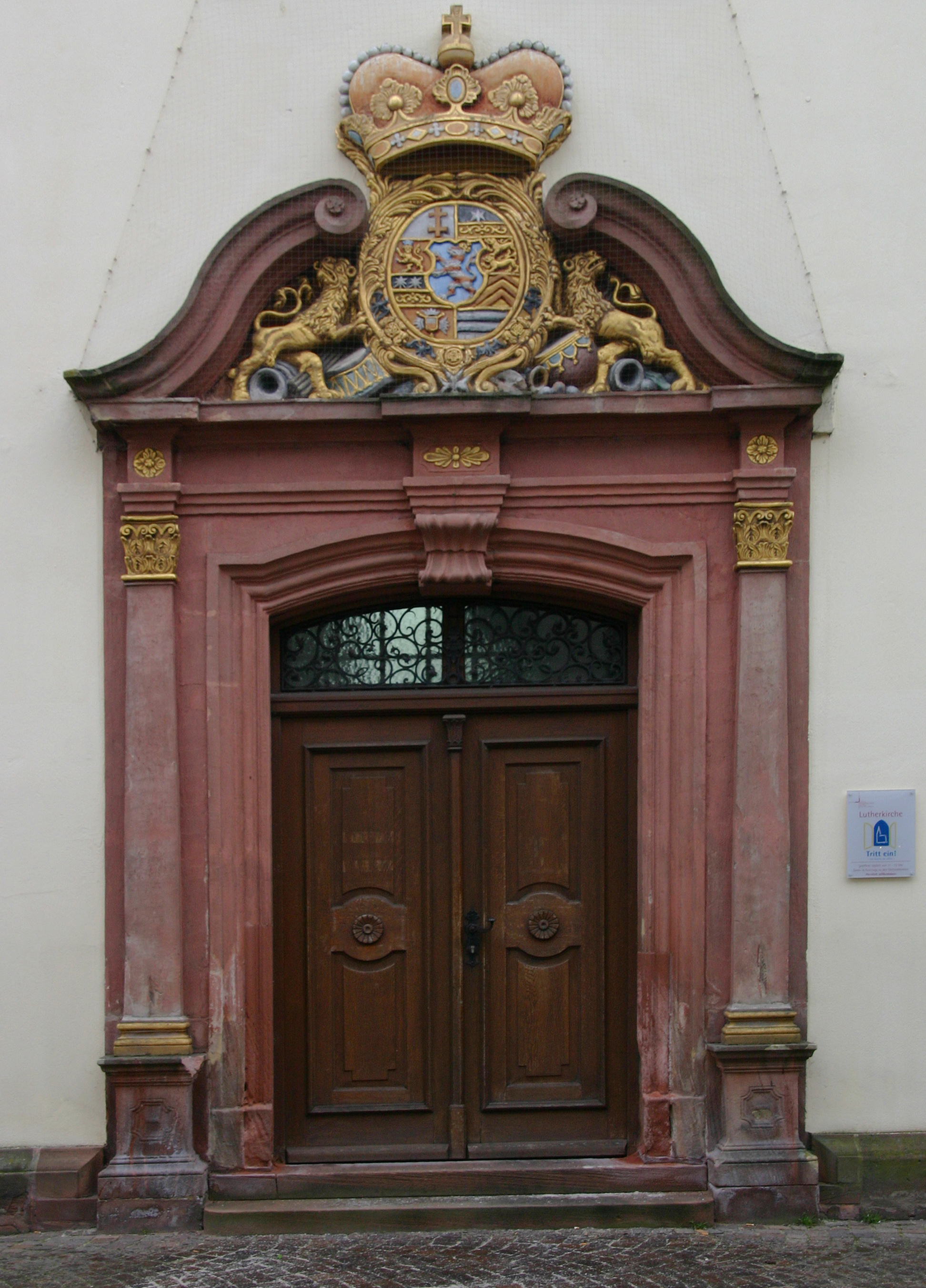
Portal der Lutherkirche in Pirmasens mit hessen-darmstädtischem Wappen

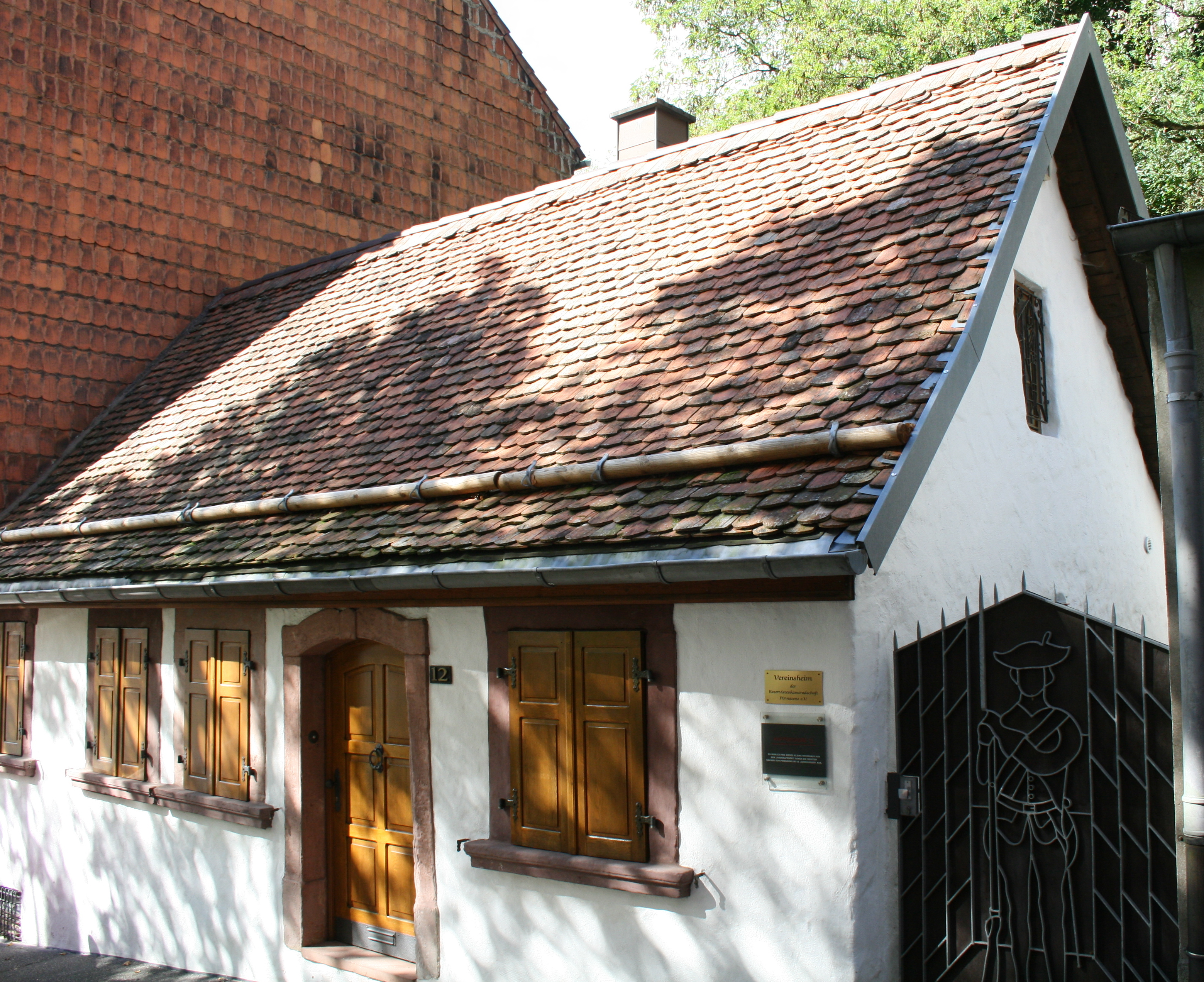
Grenadierhäuschen in der Kaffeegasse

Ludwigs Leben ist stark verbunden mit der Stadt Pirmasens, ursprünglich nur ein kleines Walddorf, das als Sitz des hanau-lichtenbergischen Amtes Lemberg fungierte. Sein Großvater Johann Reinhard III. hatte dort bereits um 1720 ein kleines Jagdschloss errichtet. Der Ort wurde vom Landgrafen ab 1741 als Garnison und Residenz ausgebaut, 1763 wurden ihm die Stadtrechte verliehen und er wuchs von knapp 250 Einwohnern auf etwa 9000 zu Anfang des Jahres 1790 an. Im Jahr 1778 gründete Ludwig IX., dessen Vater Ludwig VIII. bereits Freimaurer war, in Pirmasens die Freimaurerloge „Zur brennenden Granate“.
Ludwig ließ in Pirmasens einen großen Exerzierplatz für seine Garnison anlegen, der noch heute unter diesem Namen ein Zentrum der Stadt bildet. Der Platz stellte bis zu einer Teilbebauung ab ca. 1875 eine der größten umbauten barocken Platzanlagen Europas dar. Um von der Witterung unabhängiges Exerzieren zu ermöglichen, erfolgte 1770/71 gegenüber dem Schloss der Bau eines Exerzierhauses bzw. einer überdachten stützenlosen Exerzierhalle, die zu diesem Zeitpunkt die zweitgrößte Exerzierhalle Europas war. In napoleonischer Zeit entstand an ihrer Stelle die erste katholische Kirche der Stadt, seit 1897/1900 steht dort die Pirminiuskirche.
Das Pirmasenser Schloss, unter Ludwig zu einem schlichten Residenzschloss ausgebaut, verfiel nach der Plünderung durch französische Soldaten Ende 1793, bis es im frühen 19. Jahrhundert abgebrochen wurde. An seiner Stelle befindet sich heute der Schlossbrunnen in der Mitte des Schlossplatzes.
Von seiner Residenzstadt erhalten geblieben sind die 1761 fertiggestellte lutherische Hof- und Garnisonskirche, in der Landgraf Ludwig IX. 1790 beigesetzt wurde (die heutige Lutherkirche), und die 1750–1758 am Rande des Exerzierplatzes erbaute Reformierte Kirche (die heutige Johanneskirche). Das 1771–1774 errichtete Rathaus am unteren Schlossplatz wurde im Zweiten Weltkrieg zerstört, aber später ebenso wiederaufgebaut wie die ehemalige landgräfliche Lateinschule (Vorläuferin des späteren Kant-Gymnasiums) neben der Lutherkirche.  Der Verlauf der 1763 entstandenen, bis auf wenige Reste abgebrochenen Stadtmauer zeichnet sich im heutigen Stadtgrundriss deutlich ab.  Die vom Zweibrücker und Buchsweiler Tor stammenden Aufsätze in Form von flammenden Granaten zieren heute neue Pylone an den Zugängen zur Fußgängerzone in der Hauptstraße, der 1780 datierte Giebelaufsatz des 1944 kriegszerstörten einstigen landgräflichen Offizierskasinos wurde beim Neubau in der Fassade des Anwesens Hauptstraße 102 eingemauert. Von den sogenannten Grenadierhäuschen, die Ludwig in der ganzen Stadt als Wohnhäuser für seine Soldaten errichten ließ, ist noch eines in der Kaffeegasse erhalten.

## Nachkommen
Aus der Ehe mit Henriette Karoline von Pfalz-Zweibrücken gingen acht Kinder hervor:
- Karoline (1746–1821)

⚭ 1768 Landgraf Friedrich V. von Hessen-Homburg (1748–1820)
- Friederike (1751–1805)

⚭ 1769 König Friedrich Wilhelm II. von Preußen (1744–1797)
- Ludwig I. (1753–1830), Großherzog von Hessen und bei Rhein

⚭ 1777 Prinzessin Luise von Hessen-Darmstadt (1761–1829)
- Amalie (1754–1832)

⚭ 1774 Erbprinz Karl Ludwig von Baden (1755–1801)
- Wilhelmine (1755–1776)

⚭ 1773 Großfürst Paul, seit 1796 Zar Paul I. von Russland (1754–1801)
- Luise (1757–1830)

⚭ 1775 Großherzog Carl August von Sachsen-Weimar-Eisenach (1757–1828)
- Friedrich (1759–1802)
- Christian (1763–1830)

Mit Ernestine Rosine Flachsland:
- Ernst Ludwig von Hessenzweig (1761–1774)[16]

## Nachfahren
Ludwig IX. von Hessen-Darmstadt ist durch Heiraten seiner Kinder und Enkel ein Vorfahr zahlreicher europäischer Herrscherhäuser. Wesentlich verantwortlich dafür war die Heiratspolitik seiner Gemahlin Karoline, der es gelang, ihre Töchter überwiegend sehr vorteilhaft zu vermählen.
Über seine Tochter Friederike Luise stammen die nachfolgenden preußischen Könige und späteren deutschen Kaiser aus dem Haus der Hohenzollern von ihm ab und damit auch König Ludwig II. von Bayern und das niederländische Königshaus Oranien-Nassau ab König Wilhelm II., als Nachfahren von Hohenzollern.
Über seinen Sohn Ludwig I. ist Ludwig IX. ein Vorfahr sowohl von Alix von Hessen-Darmstadt, der letzten Zarin Russlands (als Alexandra Fjodorowna), als auch von Prince Philip und dem britischen Königshaus (über die hessische Nebenlinie Battenberg). Kaiser Franz Joseph I. von Österreich ist ein Ururenkel Ludwigs über seine Tochter Amalie. Ebenso über Amalie, die als „Schwiegermutter Europas“ bezeichnet wurde, zieht sich über deren Urenkelin Mary Victoria Hamilton eine direkte Linie zu Fürst Albert II. von Monaco. König Felipe VI. von Spanien stammt sowohl väterlicherseits über das Geschlecht Battenberg als auch mütterlicherseits über die Hohenzollern von Ludwig IX. ab.
Durch zahlreiche interfamiliäre Heiraten im Haus Hessen-Darmstadt ist Ludwig IX. mehrfacher Vorfahr der nachfolgenden Herrscher in Darmstadt, so ist er beispielsweise vierfacher Ururgroßvater von Großherzog Ludwig IV.

## Vorfahren
|  |                                                             |  |  |  |  |  |  |  |  |  |  |  |  |
|  | Ludwig VI. Landgraf von Hessen-Darmstadt (1630–1678)        |  |  |  |  |  |  |  |  |  |  |  |  |
|  |                                                             |  |  |  |  |  |  |  |  |  |  |  |  |
|  |                                                             |  |  |  |  |  |  |  |  |  |  |  |  |
|  | Ernst Ludwig Landgraf von Hessen-Darmstadt (1667–1739)      |  |  |  |  |  |  |  |  |  |  |  |  |
|  |                                                             |  |  |  |  |  |  |  |  |  |  |  |  |
|  |                                                             |  |  |  |  |  |  |  |  |  |  |  |  |
|  | Elisabeth Dorothea von Sachsen-Gotha-Altenburg (1640–1709)  |  |  |  |  |  |  |  |  |  |  |  |  |
|  |                                                             |  |  |  |  |  |  |  |  |  |  |  |  |
|  |                                                             |  |  |  |  |  |  |  |  |  |  |  |  |
|  | Ludwig VIII. Landgraf von Hessen-Darmstadt (1691–1768)      |  |  |  |  |  |  |  |  |  |  |  |  |
|  |                                                             |  |  |  |  |  |  |  |  |  |  |  |  |
|  |                                                             |  |  |  |  |  |  |  |  |  |  |  |  |
|  | Albrecht II. von Brandenburg-Ansbach (1620–1667)            |  |  |  |  |  |  |  |  |  |  |  |  |
|  |                                                             |  |  |  |  |  |  |  |  |  |  |  |  |
|  |                                                             |  |  |  |  |  |  |  |  |  |  |  |  |
|  | Dorothea Charlotte von Brandenburg-Ansbach (1661–1705)      |  |  |  |  |  |  |  |  |  |  |  |  |
|  |                                                             |  |  |  |  |  |  |  |  |  |  |  |  |
|  |                                                             |  |  |  |  |  |  |  |  |  |  |  |  |
|  | Sophie Margarete zu Oettingen-Oettingen (1634–1664)         |  |  |  |  |  |  |  |  |  |  |  |  |
|  |                                                             |  |  |  |  |  |  |  |  |  |  |  |  |
|  |                                                             |  |  |  |  |  |  |  |  |  |  |  |  |
|  | Ludwig IX. Landgraf von Hessen-Darmstadt                    |  |  |  |  |  |  |  |  |  |  |  |  |
|  |                                                             |  |  |  |  |  |  |  |  |  |  |  |  |
|  |                                                             |  |  |  |  |  |  |  |  |  |  |  |  |
|  | Johann Reinhard II. von Hanau-Lichtenberg (1628–1666)       |  |  |  |  |  |  |  |  |  |  |  |  |
|  |                                                             |  |  |  |  |  |  |  |  |  |  |  |  |
|  |                                                             |  |  |  |  |  |  |  |  |  |  |  |  |
|  | Johann Reinhard III. von Hanau (1665–1736)                  |  |  |  |  |  |  |  |  |  |  |  |  |
|  |                                                             |  |  |  |  |  |  |  |  |  |  |  |  |
|  |                                                             |  |  |  |  |  |  |  |  |  |  |  |  |
|  | Anna Magdalena von Pfalz-Birkenfeld-Bischweiler (1640–1693) |  |  |  |  |  |  |  |  |  |  |  |  |
|  |                                                             |  |  |  |  |  |  |  |  |  |  |  |  |
|  |                                                             |  |  |  |  |  |  |  |  |  |  |  |  |
|  | Charlotte von Hanau-Lichtenberg (1700–1726)                 |  |  |  |  |  |  |  |  |  |  |  |  |
|  |                                                             |  |  |  |  |  |  |  |  |  |  |  |  |
|  |                                                             |  |  |  |  |  |  |  |  |  |  |  |  |
|  | Johann Friedrich von Brandenburg-Ansbach (1654–1686)        |  |  |  |  |  |  |  |  |  |  |  |  |
|  |                                                             |  |  |  |  |  |  |  |  |  |  |  |  |
|  |                                                             |  |  |  |  |  |  |  |  |  |  |  |  |
|  | Dorothea Friederike von Brandenburg-Ansbach (1676–1731)     |  |  |  |  |  |  |  |  |  |  |  |  |
|  |                                                             |  |  |  |  |  |  |  |  |  |  |  |  |
|  |                                                             |  |  |  |  |  |  |  |  |  |  |  |  |
|  | Johanna Elisabeth von Baden (1651–1680)                     |  |  |  |  |  |  |  |  |  |  |  |  |
|  |                                                             |  |  |  |  |  |  |  |  |  |  |  |  |
|  |                                                             |  |  |  |  |  |  |  |  |  |  |  |  |